# TAKAパニック
TAKAパニック（タカパニック）は、日本のプロレス団体KAIENTAI DOJOの主催する大会である。

## 概要
- おもに「千葉BlueField」でのビッグショー（K-SPECIAL）開催後におこなわれ、イベントの内容は基本的に秘密となっている。オールスタンディングの大会であり、試合以外に選手による各種催しなどが行われる。
- テキーラ飲み放題のイベントであるため基本的に未成年は入場はできない、未成年の選手が参加する事があるがもちろん飲酒不可である。
- 「K-SPECIAL」との同時参加でポストカード&ステッカーセットが人数限定でプレゼントされる事がある。

## エピソード
2005年
- 第1回が8月14日ディファ有明での試合終了後、千葉Blue Fieldにてヨル9時位から朝までという凄い日程で行われた。
- 9月の大会にてTAKAみちのくがJOEと「テキーラ飲み比べ」で戦い敗れ、所持するCHAMPION OF STRONGEST-Kが奪われるという珍事が起こった。
- 10月の大会にて再びTAKAとJOEの「テキーラ飲み比べ」が行われTAKAが勝利しベルトを奪還したが、JOEがTAKAの所持していたDRAGON GATEのCIMAのパスポートを強奪し逃走したためその後が心配されたが、後日JOEの方からCIMAへハンサムな香りのコロンや自身のプロマイド、サングラスと共にパスポートを送り返したらしい。
- 12月の大会を最後に諸事情でしばらく開催を見合わせる。

2006年
- 7月2日に「帰って来たTAKAパニック～みちのくブラザーズベルト奪取記念祝賀会～」として久々に開催された。
- 10月1日に「296コミッショナー就任記念パーティー」として開催。
- 11月12日に開催の大会では10月9日の後楽園ホール大会からの因縁があるアレックとMr.Tが和解、リング上で仲良く記念撮影が行われた。